# تو فکر کردی
«تو فکر کردی» آهنگی است که توسط گروه گرلز جنریشن تولید شده‌است. این ترانه در ۱۹ اوت ۲۰۱۵ به عنوان سومین تک‌آهنگ از پنجمین آلبوم استودیویی کره‌ای گروه به نام «شیردل» و توسط اس.ام. انترتینمنت منتشر شد.

## ترکیب بندی
«تو فکر کردی» توسط جف بنجامین از مجلهٔ بیلبورد به عنوان آهنگی هیپ هاپی توصیف شده که دارای ضرب‌آهنگ‌های ترپ است. در همین حال، آریرانگ آن را «آهنگ پاپ رقصی قدرتمند» دانست. در شعر، این ترانه دربارهٔ هشدارهای یک زن به معشوقهٔ سابق خود است که پس از جدایی، شایعات بدی را دربارهٔ او پخش می‌کند. در مصاحبه‌ای، عضو گرلز جنریشن سئوهیون این ترانه را فرصتی برای «نمایش قدرت اجرا و مهارت‌های خوانندگی گرلز جنریشن» توصیف کرد.

## نماهنگ
در این ویدئو، اعضای گرلز جنریشن به عنوان زنان جذاب و بالغ به تصویر کشیده شده‌اند و رقص این آهنگ برجسته‌ترین نکتهٔ این نماهنگ است. جف بنجامین از بیلبورد اظهار داشت، «با ماندن در راستای رقص سطح بالای نمایش داده شده در اگه میتونی منو بگیر، در این ویدئو دوباره می‌بینید که گرلز جنریشن در تلاش است تا از سبک همیشگی خود فاصله بگیرد - نتیجه تماشایی‌ست.»
طراحی رقص این ترانه شامل چندین حرکت از جمله «بازکردن پاها، چرخش‌های ورزشی، چرخش موهای اغواگرانه و تکان دادن باسن» است که توسط کایلی هاناگامی انجام شده‌است.

## جدول
| نمودار (۲۰۱۵)                                 | موقعیت |
| --------------------------------------------- | ------ |
| کره جنوبی (گائون)                             | ۳۰     |
| آهنگهای دیجیتال ایالات متحده آمریکا (بیلبورد) | ۳      |

## تاریخ انتشار
| کشور      | تاریخ انتشار | قالب                  |
| --------- | ------------ | --------------------- |
| کره جنوبی | ۲۲ اوت ۲۰۱۵  | رادیو برترین‌های معاصر |